# Сталинские репрессии в отношении евангельских христиан и баптистов
Эта статья описывает преследования государством одной из целевых групп сталинских репрессий — евангельских христиан (прохановцев) и баптистов. Преследования включали пропаганду воинствующего атеизма, ликвидацию религиозных организаций, закрытие молитвенных домов, а также массовые аресты, заключение в лагеря ГУЛАГа и расстрелы верующих.

## Причины
Среди причин включения верующих разных конфессий в число целевых групп разворачивающихся репрессий историки называют непримиримость большевистской идеологии к религии и желание ускорить процесс «отмирания религии», личную борьбу Иосифа Сталина за власть и общее усиление репрессий, а также необходимость «поиска врагов», чтобы сплотить население и списать на них трудности коллективизации и индустриализации.
Лев Митрохин считал, что наступление на религию определялось прагматическими политическими мотивами, а более конкретно — борьбой за единоличную власть и укрепление в стране тоталитарного режима, нетерпимого к независимости и свободомыслию. Для этого, по мнению Льва Митрохина, Сталину необходим был «образ врага», поддерживающий в СССР атмосферу подозрительности, доносов, «всеобщего сыска и страха».
Несмотря на отсутствие реальной угрозы власти со стороны религиозных организаций, «верующие, особенно сектанты, были крайне опасны в другом — в идеологическом — отношении: они открыто провозглашали небесного Бога высшим непререкаемым авторитетом и никак не желали сменить его на земного самодержца», — писал Митрохин. С учётом свойственного большевикам атеизма религиозные служители идеально подходили на роль «врага».
Игорь Курляндский объяснил сталинские репрессии в отношении верующих двумя причинами. Во-первых, проведение коллективизации и раскулачивания требовало подрыва духовной основы крестьянства путём массированного удара по религии в сочетании с разжиганием низменных инстинктов в народе. Во-вторых, сама большевистская идеология предрекала отмирание религии в «счастливом будущем» человечества, а бурные преобразования в стране внушали партийным деятелям иллюзию, что этот процесс можно ускорить, приложив усилия.

## Идеологическая платформа
Идеологическим обоснованием репрессий послужила выдвинутая Сталиным доктрина «усиления классовой борьбы по мере завершения строительства социализма», впервые высказанная им на пленуме ЦК ВКП(б) 9 июля 1928 года. Теория классовой борьбы, с точки зрения большевиков, оправдывала репрессии людей не за конкретные преступления, а за сам факт принадлежности того или иного человека к «враждебному классу».
Согласно новой доктрине Сталина, с развитием социализма в СССР противодействие «враждебных классов» не только не ослабевало, но, наоборот, усиливалось. Что, в свою очередь, подразумевало и усиление борьбы с ними. 

Продвижение к социализму не может не вести к сопротивлению эксплуататорских элементов этому продвижению, а сопротивление эксплуататоров не может не вести к неизбежному обострению классовой борьбы.
В число враждебных «антисоветских элементов» вошли и «сектанты». В частности, в период Большого террора они вместе с «церковниками» (то есть православными) были упомянуты в качестве отдельного «контингента, подлежащего репрессиям» в секретном оперативном приказе НКВД СССР № 00447 «Об операции по репрессированию бывших кулаков, уголовников и других антисоветских элементов» от 30 июля 1937 года.

## Изменения в законодательстве
8 апреля 1929 года вышло Постановление ВЦИК и СНК РСФСР «О религиозных объединениях». Этот документ (с внесёнными в него позднее дополнениями и изменениями) был основным правовым актом, регулировавшим религиозную жизнь в СССР до самого конца Советской власти. Он фактически запрещал ту деятельность, которая эффективней всего способствовала христианской миссии:
создавать кассы взаимопомощи, кооперативы, производственные объединения и вообще пользоваться находящимся в их распоряжении имуществом для каких-либо иных целей, кроме удовлетворения религиозных потребностей; оказывать материальную поддержку своим членам; организовывать как специальные детские, юношеские, женские молитвенные и другие собрания, так и общие библейские, литературные, рукодельческие, трудовые, по обучению религии и т. п. собрания, группы, кружки, отделы, а также устраивать экскурсии и детские площадки, открывать библиотеки и читальни, организовывать санатории и лечебную помощь.
На основании этого закона и инструкции по его применению, закрывались церкви, арестовывались служители и вообще фактически пресекалась всякая церковная деятельность евангельских общин.
18 мая 1929 года Всероссийским съездом Советов были приняты изменения в статью 4 Конституции РСФСР, которая ранее закрепляла за гражданами «свободу религиозной и антирелигиозной пропаганды». В новой редакции статьи гражданам гарантировалась «свобода религиозных исповеданий и антирелигиозной пропаганды».

## Ход репрессий
Татьяна Никольская выделила три основных направления гонений:
1. Борьба против религиозных организаций: конфискация молитвенных домов и других зданий, принадлежавших религиозным организациям; лишение регистрации религиозных общин, союзов; закрытие учебных заведений; закрытие изданий, а также запрет на любую активную религиозную деятельность, кроме «отправления культа» в стенах легально действующих храмов и молитвенных домов.
2. Репрессии против служителей и религиозных активистов.
3. Антирелигиозная пропаганда в целях дискредитации религии и верующих, а также оправдания своих действий.

### Пропаганда
Конец 1920-х — начало 1930-х годов были пиковыми в деятельности всесоюзного антирелигиозного общества «Союз безбожников». Издавались разнообразные антирелигиозные издания — газета «Безбожник», журналы «Безбожник», «Антирелигиозник», «Воинствующий атеизм» и другие, организовывались лекции, демонстрации, диспуты, «антирелигиозные пасхи» и т. д. Общество имело десятки тысяч первичных ячеек на заводах, фабриках, в колхозах, в учебных заведениях. К 1936 году численность организации превысила 5 миллионов человек, в отрядах юных безбожников состояло более 2 миллионов детей.
Согласно резолюции состоявшегося в 1929 году II съезда «Союза безбожников», «сектантские организации, в лице верхушек, проповедников, активистов, являются политический агентурой и политическим аппаратом не только кулака и нэпмана, но и прямой политической агентурой и военно-шпионскими организациями международной буржуазии».
«Официальная печать того времени тщательно коллекционировала факты, как бы подтверждающие тезис о неизбежности обострения классовой борьбы — отмечал Лев Митрохин. — Но урожай был невелик. Где-то баптисты пытались организовать трудовые артели, состоящие исключительно из единоверцев; столь „враждебные“ акции были пресечены с самого начала. Где-то были выявлены раскулаченные сектанты, которые, облачившись в лохмотья, предостерегали от вступления в колхозы, ссылаясь на собственные невзгоды. Сообщалось о фактах преследования зажиточными баптистами своих неимущих „братьев и сестер“, вступивших в колхоз, о создании специальных фондов в поддержку „отказников“, о распространении „святых писем“, запугивающих близким светопреставлением и карой, которая постигнет верующих, принявших печать Антихриста, то есть вступивших в колхоз…»
15 мая 1932 года, через три месяца после утверждения конференцией ВКП(б) второго пятилетнего плана, Союз воинствующих безбожников спланировал свою, «безбожную», пятилетку: в первый год — закрыть все ещё оставшиеся духовные школы; во второй — провести массовое закрытие храмов, запретить издание религиозных сочинений и изготовление предметов культа; в третий — выслать всех служителей культа за границу; в четвертый — закрыть оставшиеся храмы всех религий; закрепить достигнутые успехи. Таким образом предполагалось, что к 1 мая 1937 года в СССР с религией будет покончено.
Впрочем, начиная с 1932—1933 годов деятельность «Союза воинствующих безбожников» неуклонно шла на спад: власти всё меньше в ней нуждались, предпочитая прямые репрессии «просветительским» методам борьбы с религией.

### Лишение прав
С конца 1920-х годов христианские служители (пресвитеры, диаконы, проповедники, благовестники, библейские работники) лишилась избирательных прав. «Лишенцами» становились и просто активные верующие, зачастую в списки «лишенцев» вносилось до 50 % членов общин. На практике лишение избирательных прав влекло за собой исключение из профсоюзов, увольнение со службы, лишение пенсий, потерю права пользоваться кооперацией, лишение хлебного пайка и т. д.
Заведующий секретариатом председателя ВЦИК СССР, анализируя поток жалоб, поступающих «с мест», так характеризовал ситуацию:
«Никаких признаков элементарной революционной законности по отношению к ним, как лишенцам, не существует. На местах царит полный произвол и непонимание политики партии в этом политически важном вопросе. Все мероприятия органов местной власти направлены к тому, чтобы за одно с кулаками, „раскулачить“ и служителей культа. Это незаконное „раскулачивание“ производится под видом налогового обложения. Служителей культа стараются обложить по всем линиям и в таких размерах, чтобы они не смогли выполнить предъявленные им требования. И тогда у них конфискуется все имущество, даже самое необходимое для семьи, а семья выселяется. Такого рода мероприятия проводятся иногда в судебном, а чаще — в административном порядке, при чем это выселение не ограничивается только выселением из дома. Бывают случаи ссылки служителей культа в отдаленные места Союза ССР на ряд лет (напр., Вологодская губ.). Там, где проходят лесозаготовки, служители культа и члены их семей мобилизуются на эти работы, не считаясь ни с полом, ни с возрастом, ни со здоровьем. Местами эти притеснения служителей религиозного культа переходят в буквальное издевательство. Например, [были] случаи мобилизации служителей культа в Барнаульском округе для очистки свинарников, конюшней, уборных и пр».

### Борьба против религиозных организаций
В ходе репрессивной кампании оба центральных союза (баптистов и евангельских христиан) были временно распущены, большинство сотрудников союзов — арестованы, перестали действовать региональные союзы и отделы.

#### Федеративный союз баптистов
В конце 1928 года прекратилось издание журнала «Баптист Украины», в середине 1929 года — журнала «Баптист». С арестом Павла Иванова-Клышникова прекратилась работа библейских курсов, так и не сделавших ни одного выпуска курсантов со времени открытия (конец 1927 года).
В декабре 1929 года председатель Федеративного союза баптистов СССР Николай Одинцов писал: «Мы были вынуждены в результате общего отсутствия денег, поступавших (раньше) из провинции, прекратить деятельность Союза». В мае 1930 года в Москве был конфискован дом, принадлежавший Союзу баптистов, в котором размещалась канцелярия Союза, библейские курсы и жилые квартиры работников правления Союза. По воспоминаниям одного из верующих, женщина-баптистка работала массажистской и иногда получала в подарок от пациентов конфеты и пряники. Ими она делилась с Одинцовым, когда он приходил голодным и садился на скамеечке, ожидая помощи.
В декабре 1930 года оставшиеся на свободе (значительная часть служителей уже находилась в тюрьмах и ссылках) члены правления и совета Союза баптистов получили разрешение на восстановление Союза, был назначен организационный пленум. По воспоминаниям Лидии Винс (жены председателя Дальневосточного союза баптистов Петра Винса), ходом пленума активно интересовалось ГПУ, желающее внедрить в правление своих агентов. В преддверии пленума некоторых участников вызывали в ГПУ для «профилактической беседы». Винса, который в кругу верующих возмущался вмешательством ГПУ, арестовали ещё до начала пленума. Стало известно, что некоторые из приглашённых на пленум участников были арестованы ещё до своего прибытия в Москву.
Союз был восстановлен, однако в силу Постановления ВЦИК РСФСР от 8 апреля 1929 года «О религиозных объединениях», его деятельность была, в основном, номинальной. В течение пяти лет были арестованы (и, в основном, расстреляны или погибли в лагерях) члены правления: Павел Иванов-Клышников, Николай Одинцов, Павел Дацко, Михаил Тимошенко и другие, в результате чего в 1935 году Союз окончательно прекратил своё существование.

#### Всесоюзный совет евангельских христиан
В 1928 году лидер евангельских христиан Иван Проханов не вернулся в СССР из заграничной поездки. Журнал «Христианин» выходил до конца 1928 года, после чего его выпуск прекратился. В мае 1929 года решением расширенного президиума Всесоюзного совета евангельских христиан (ВСЕХ) деятельность Совета была приостановлена, члены Совета были вынуждены перейти на другую работу.
В 1929 году были закрыты Ленинградские библейские курсы, организованные Прохановым в 1923 году. Преподававший Иван Каргель был арестован прямо на курсах и выслан из Ленинграда. Повторно он был арестован в 1937 году (в 88-летнем возрасте), но вскоре отпущен домой — умирать. Три его дочери (верующие) к тому времени были арестованы: Елену расстреляли в 1938 году, Елизавета и Мария не один год провели в лагерях.
28 августа 1931 года состоялось совещание ВСЕХ с участием 40 делегатов, на котором было принято решение ходатайствовать о возобновлении деятельности совета. В совет были избраны: Яков Жидков и ещё десять членов. О судьбе одного из них нет сведений, все остальные, кроме Алексея Андреева и Михаила Орлова, позднее были арестованы. Орлов и Андреев возглавили оставшийся номинально существовать ВСЕХ.

#### Региональные союзы и отделы
В 1928—1931 годах прекратили деятельность региональные союзы и отделы баптистов и евангельских христиан. К настоящему времени их история, в основном, не изучена. В тех региональных союзах и отделах, о которых есть информация, руководство было, в основном, репрессировано (см. статьи ДВСБ, ДОВСЕХ, ССБ).

### Конфискации молитвенных домов и лишение общин регистрации
Наступление на религию сопровождалось конфискацией молитвенных домов и лишением общин регистрации. В самый разгар репрессий партия по-прежнему строго предостерегала против насильственных мер в отношении религии. В Постановлении ЦК ВКП(б) «О борьбе с искривлениями партлинии в колхозном движении» от 14 марта 1930 года были осуждены «совершенно недопустимые искривления партлинии в области борьбы с религиозными предрассудками». «Это не просто расхождение слов с делом, официальных деклараций с реально действующими служебными инструкциями. Это лицемерие, возведённое в обыденность, цинизм, как неотъемлемая черта обращения с населением», — отмечал Лев Митрохин.
В Самаре осенью 1929 года, сразу вслед за закрытием Волго-Камского союза баптистов решением суда был конфискован молитвенный дом и все имущество самарской общины, верующим запретили собираться на богослужения. Всё это сопровождалось волнами обысков и арестов.
В Ленинграде и его окрестностях, где на примерно 10 общин евангельских христиан и примерно столько же общин баптистов, действовавших в 1920 годы, был только один Дом Евангелия, построенный верующими в 1910—1911 годах. На это здание претендовали ячейки РКП(б) Балтийского завода и завода «Красный гвоздильщик». В 1930 году Дом Евангелия был отобран у верующих, а все общины, кроме общины Дома Евангелия закрыты. Через два дня после передачи Дома Евангелия заводу «Электроаппарат», на нём появился ярко-красный аншлаг со словами: «Религия — опиум для народа!», «Превратим очаги мракобесия в очаги культурных мероприятий!».
В Москве последняя община баптистов после ареста пресвитера Павла Павлова официально просуществовала до 1935 года. Омская община баптистов до 1935 года проводила богослужебные собрания в молитвенном доме, построенном верующими в 1910 году. В 1935 году дом был конфискован и переоборудован для размещения конного резерва областной милиции.
К 1936 году почти все общины евангельских христиан и баптистов были сняты с регистрации, их пресвитеры — в большинстве репрессированы, молитвенные дома (у кого были) — конфискованы.

### Период Большого террора
Наиболее тяжёлым временем для верующих стал период Большого террора 1937—1938 годов. Основанием для массовых репрессий верующих послужил секретный оперативный приказ НКВД СССР № 00447 «Об операции по репрессированию бывших кулаков, уголовников и других антисоветских элементов» от 30 июля 1937 года, изданный в рамках исполнения решения Политбюро ЦК ВКП(б) № П51/94 «Об антисоветских элементах» от 2 июля 1937 года.
В приказе 00447 перечислялись враждебные для Советской власти «элементы» (включая «в прошлом репрессированных церковников и сектантов»), которые назывались «главными зачинщиками всякого рода антисоветских и диверсионных преступлений». Приказ предписывал «самым беспощадным образом разгромить всю эту банду антисоветских элементов».
Репрессируемых надлежало разделить на две категории в зависимости от степени враждебности. Входящих в первую категорию предписывалось расстрелять, во вторую — заключить в лагеря и тюрьмы на 8-10 лет. Для каждого региона СССР было установлено количество тех, кого следует отнести к каждой из категорий.
Вопреки распространённому мнению текущие доносы в реализации приказа 00447 играли незначительную роль. Масштабы репрессий, централизация процесса, необходимость подогнать количество жертв под «контрольные цифры» вынуждали НКВД поставить процесс на «поток»: аресты производились на основании картотек местных органов госбезопасности, а также показаний арестованных. Татьяна Никольская описывает случай, когда власти в 1938 году предложили верующим восстановить регистрацию общины, а затем по переданным для регистрации спискам членов общины произвели аресты.
В соответствии с приказом 00447 рассмотрение дел осуществляли Тройки НКВД, состоящие из начальника областного управления НКВД, секретаря обкома и прокурора области. Материалы для рассмотрения представлялись органами НКВД, рассмотрение происходило заочно, протокол не велся, процедура была свободной. Бывший чекист М. Шрейдер описал в мемуарах порядок работы «тройки» по Ивановской области: составлялась повестка, или так называемый «альбом», на каждой странице которого значились имя, отчество, фамилия, год рождения и совершённое «преступление» арестованного. После чего начальник областного управления НКВД красным карандашом писал на каждой странице большую букву «Р», что означало «расстрел», и расписывался. В тот же вечер или ночью приговор приводился в исполнение. Обычно другие члены тройки подписывали страницы «альбома-повестки» заранее, «авансом».
Поскольку значительная часть служителей к этому времени была уже репрессирована, массовые аресты с последующими расстрелами и заключениями в лагеря ГУЛАГа проводились среди рядовых членов общин. Также под репрессии этого периода попала часть ранее осужденных служителей, у которых закончились сроки заключения. Например, благовестник Дальневосточного отдела ВСЕХ Владимир Блуштейн, по воспоминаниям его сына Всеволода, был осуждён в 1933 году, однако после отбытия 5-летнего срока так и не был выпущен из лагеря. Его расстреляли после отказа отречься от Христа в газетной публикации. Ещё одним таким примером является председатель Федеративного союза баптистов Николай Одинцов, расстрелянный в 1938 году — после ареста в 1933 году, отбытия 3-летнего срока и ссылки.
В целом на основании приказа 00447 с августа 1937 года по ноябрь 1938 года 390 тысяч человек были казнены, 380 тысяч отправлены в лагеря ГУЛага (первоначальные квоты были превышены в несколько раз). В общей массе репрессированных, по данным НКВД, «церковники и сектанты» составили 50 769 человек, то есть 6,6 %. Не представляется возможным точно сказать, какова доля среди них евангельских верующих. По мнению Андрея Савина, «их доля, очевидно, сравнима с количеством репрессированного православного клира и превышает количество священнослужителей остальных конфессий».

### Завершающий этап
Кампания Большого террора пошла на спад осенью 1938 года. Тем не менее репрессии в отношении верующих продолжались ещё более двух лет, хотя носили уже не массовый, а точечный характер. Так, например, пресвитер русской баптистской общины в Риге Роберт Фетлер с женой и пятью детьми были репрессированы 14 июня 1941 года, — вскоре после ввода в Латвию советских войск. Роберт Фетлер и двое его сыновей (19 и 20 лет) были арестованы и погибли в разное время в местах лишения свободы, а его жена с тремя дочерьми (младшей 10 лет) — сосланы в Сибирь.
Временное прекращение репрессий наступило только с началом Великой Отечественной войны. «Как это не парадоксально звучит, но, по горькой иронии, именно война спасла все церкви от полного истребления, дав им возможность продемонстрировать свою лояльность. Взамен Сталин даровал некоторые новые свободы, правда, не подкреплённые защитой закона», — констатировал Вальтер Заватски.

## Количество жертв среди ЕХБ
Абсолютное большинство пресвитеров было репрессировано. Верующие стали переходить на нелегальное положение. На Северном Кавказе, юге Украины, Центрально-Чернозёмной области, Поволжье только за 1929—1933 годы численность евангельских христиан и баптистов сократилась в 2—10 раз, аналогичные процессы наблюдались и в других регионах. Одновременно резко выросла численность евангельских христиан и баптистов в местах ссылок, например, если во Фрунзе в 1930 году баптистов было до 150 человек, то в 1933 году их стало 1850 человек.
В книге Андрея Дементьева «Авен-Езер. Евангельское движение в Приморье. 1898—1990 годы» приведён поимённый список репрессированных евангельских христиан и баптистов Приморского края, основанный, главным образом, на Базе данных о жертвах политических репрессий в Приморском крае. В списке 102 человека (90 из них были казнены или скончались в местах лишения свободы), что составляло около 6 % от численности евангельских христиан и баптистов в Приморском крае на 1927 год.
По оценке Георгия Винса, в общей сложности в ходе репрессий, начиная с 1929 года, было арестовано до 25 тысяч евангельских христиан и баптистов. С учетом исповедующих близкое вероучение братских меннонитов и баптистов Ингерманландского союза, общее число арестованных, по оценке Георгия Винса превысило 50 тысяч.

## Комментарии
1. ↑  Курляндский Игорь Александрович Архивная копия от 13 февраля 2018 на Wayback Machine — к. и. н., старший научный сотрудник ИРИ РАН, автор книги «Сталин, власть, религия».
2. ↑  Никольская Татьяна Кирилловна Архивная копия от 21 октября 2018 на Wayback Machine — к. и. н., старший преподаватель СПбХУ, автор ряда научных работ по истории протестантизма.
3. ↑  Савин Андрей Иванович Архивная копия от 9 апреля 2017 на Wayback Machine — к. и. н., старший научный сотрудник ИИ СО РАН, автор ряда научных работ по истории религии в России.
4. ↑  Вальтер Заватски (Walter Sawatsky) Архивная копия от 16 июля 2019 на Wayback Machine — профессор кафедры истории церкви и миссии Меннонитской библейской семинарии в Элкхарте, Индиана. Автор книги «Евангелическое движение в СССР после второй мировой войны».
5. ↑  Братские меннониты — более близкое к баптизму одно из двух течений российских меннонитов. Второе течение — церковные меннониты.
6. ↑  Ингерманландский союз баптистов существовал с 1917 по 1930-е годы, он состоял из финских, карельских и эстонских верующих в Карелии, а также в Псковской, Новгородской и Ленинградской областях. В начале 30-х годов союз был закрыт властями, и его служители, за небольшим исключением, репрессированы и погибли в лагерях. Членов церквей этого союза целыми семьями ссылали на Урал, в Сибирь и в Казахстан, где они влились в русские общины баптистов[38].